# Bazsi
Bazsi is een plaats (község) en gemeente in het Hongaarse comitaat Veszprém. Bazsi telt 465 inwoners (2001).